# Arkadiusz Dzierżawa
Arek Dzierżawa (ur. 16 maja 1976 w Wodzisławiu Śląskim) – kompozytor, basista grupy Łzy.
W latach 1992–1993 dołączył do zespołu Rave ( później Łzy), którego założycielem był Adam Konkol grali  z nim również Darek Pieczka i Michał Broża. W tym samym czasie tworzył death – metalowe kawałki w zespole Goddamn. W latach 1994–1995 wraz z Adamem grali w zespole The Pilators. Grupa The Pilators przeobraziła się w kapele Dirt, a grupa Goddamn zakończyła swą działalność. Od 2005 r. występuje ze swoją grindcore’ową kapelą The Odours. Natomiast w roku 2006 dołączył do grupy Heavy Weather. W 2010 roku wraz z Rafałem Trzaskalikiem, Adrianem Wieczorkiem, Dawidem Krzykałą, Miłoszem Jędraszewskim i Małgorzatą Oleś założył zespół Lady Frau.
Jest autorem takich utworów jak: „Północ – teraz wiesz”, „Tańcz, zaprosili Cię na bal”, „Ostatni na dobranoc”, „Ciszej, ciemniej”, „Twoje serce”.